# Montezuma County
Montezuma County is een county in de Amerikaanse staat Colorado.
De county heeft een landoppervlakte van 5.275 km² en telt 23.830 inwoners (volkstelling 2000). De hoofdplaats is Cortez.